# Langen bei Bregenz
Langen bei Bregenz – gmina w Austrii, w kraju związkowym Vorarlberg, w powiecie Bregencja. Według Austriackiego Urzędu Statystycznego liczyła 1347 mieszkańców (1 stycznia 2015).